# Apisit Samurmuen
Apisit Samurmuen (thailändisch อภิสิทธิ์ เสมอเหมือน, * 1. Juni 2001 in Lop Buri), auch als Ice bekannt, ist ein thailändischer Fußballspieler.

## Karriere
Apisit Samurmuen stand von 2019 bis 2020 bei STK Muangnont FC und dem Raj-Pracha FC unter Vertrag. Ende Dezember 2020 unterschrieb er einen Vertrag beim Chiangmai FC. Der Verein aus Chiangmai spielt in der zweiten thailändischen Liga, der Thai League 2. Sein Zweitligadebüt gab Apisit Samurmuen am 24. Oktober 2021 (10. Spieltag) im Heimspiel gegen den Chainat Hornbill FC. Hier stand er in der Startelf und wurde nach der Pause gegen Chaiyapruek Chirachin ausgewechselt. Chainat gewann das Spiel 3:1. Am Ende der Saison wurde sein Vertrag nicht verlängert. Die Saison 2022/23 spielte er für den Drittligisten Maejo United FC. Für den Verein aus Chiangmai bestritt er sechs Ligaspiele in der Northern Region der Liga. Im Sommer 2023 wechselte er in die Western Region, wo er sich in Saraburi dem Saraburi United FC anschloss. Für Saraburi bestritt er zehn Ligaspiele.  Im Dezember 2023 wechselte er in die Bangkok Metropolitan Region. Hier schloss er sich dem North Bangkok University FC an. Am Ende der Saison 2023/24 wurde er mit dem Verein Vizemeister der Region. In den Aufstiegsspielen zur zweiten Liga konnte man sich jedoch nicht durchsetzen. Nach zehn Ligaspielen wechselte er im Juli 2024 zu dem in der Central Region spielenden Drittligisten Lopburi City FC.